# Зеда Алісубані
Зеда Алісубані (груз. ზედა ალისუბანი) — село в Грузії.
За даними перепису населення 2014 року в селі проживає 603 особи.